# Болоховцы
Бо́лоховцы — предположительно, славянское племя, проживавшее на границе Киевского и Галицко-Волынского княжеств — в верховьях Южного Буга и в бассейнах рек Горыни, Случи, Тетерева (возможно, и южнее) на, так называемой Болоховской земле с центром в городе Болохове (ныне Любаре).
Ближайшими соседями болоховцев были, с одной стороны, уличи и тиверцы (проживавшие в VIII—X веках севернее Понизья), с другой — волыняне и дулебы (обитавшие в верхнем Побужье).
Болоховцы неоднократно упоминаются в русских летописях XII—XIII веков.
Болоховская земля меньше других пострадала во время монголо-татарского нашествия. Местная знать согласилась платить дань зерном, что свидетельствует о значительной роли земледелия у болоховцев:
1241. Данил попленил землю БОЛОХОВСКУЮ и пожег, оставили бо их Татарове, да им орют пшеницю и проса; Данил же на не большую вражду держа, яко от Татар большую надежду имеяху.
Название «болоховцы» близко к слову «волохи». На этом основании некоторые румынские учёные (Александр Болдур и др.) считали болоховцев романским племенем, — однако, археологические раскопки показали типичный славянский характер материальной культуры болоховцев. Большой материал о болоховцах был получен при раскопках Райковецкого городища, уничтоженного во время войн.